# Särkisalo
Särkisalo este o fostă comună din Finlanda.